# La Ribera (métro de Barcelone)
La Ribera est une station non-ouverte de la ligne 9 du métro de Barcelone.
Malgré l'ouverture du tronçon dans laquelle elle se trouve, la station a vu son inauguration être reportée à une date ultérieure par la Généralité de Catalogne.

## Situation sur le réseau
Cette station fait partie du tronçon sud de la ligne 9, menant à l'aéroport d'El Prat. Elle est située en dessous de la Camí La Ribera, à El Prat de Llobregat, dans le quartier en projet d'Eixample Nord.

## Histoire
Cette station apparaît projetée dans le tracé d'une des branches de la ligne 9 dans le PDI 2001-2010. De plus, dans les années 2000, la mairie d'El Prat pose un projet d'urbanisation et la création d'un quartier de 3 500 logements dénommé Eixample Nord, faisant pression sur la Generalitat pour faire passer le métro dans cette nouvelle zone urbaine. Cependant, du faite de la crise immobilière de 2008, le projet s'est retrouvé au point mort, n'ayant pas été lancé près de 20 ans après.
Ainsi, le 12 mars 2011, alors que le taux de complétion de La Ribera atteint 98%, le conseiller au Territoire et à la Durabilité, Lluís Recoder, annonce que la mise en service de la station est reportée à une date ultérieure. L'ouverture de la station, tout comme Motors sur la ligne 10, dépénd de l'urbanisation du quartier d'Eixample Nord, qu'elle doit desservir,.
Près de 10 ans après l'ouverture de la section sud de la ligne 9, la situation de cette station quasi-fantôme a suscité plusieurs questionnements en Catalogne, l'accès de la station se trouvant au milieu de nulle part, en sachant que la station fait partie d'un projet de prolongement de la ligne 2 depuis le centre-ville de Barcelone. Malgré tout, la Generalitat espère inaugurer la station dans un avenir proche, dépendant donc de la construction du quartier où la première pierre n'a pas encore été posée.
Avec les stations Aeroport Terminal de Càrrega, Camp Nou et Sagrera-TAV, La Ribera fait partie de la panoplie de stations de la ligne 9 non-inaugurées malgré l'ouverture de leurs tronçons.